# دروازه‌های قزوین

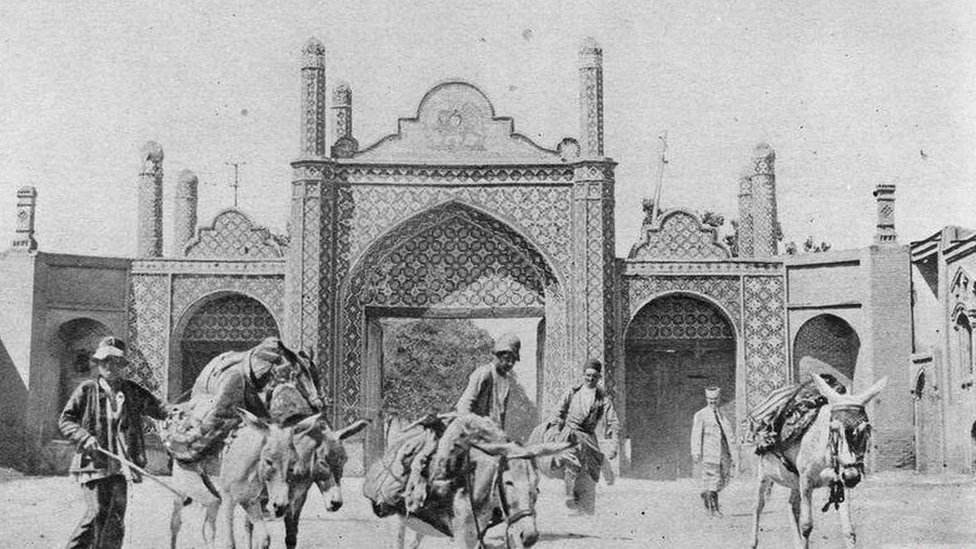
دروازه تهران قدیم در دوره قاجار

شهر قزوین در گذشته نه دروازه داشت که به نام‌های دروازه رشت، دروازه باغ‌شاه، دروازه درب کوشک، دروازه تبریز، دروازه تهران، دروازه شیخ‌آباد، دروازه امام‌زاده حسین و دروازه خندقبار معروف بودند. امروزه از آن میان، تنها دو دروازه درب کوشک و تهران باقی مانده‌اند. دروازه درب کوشک که در انتهای خیابان آزادی قرار دارد، در دوره قاجاریه ساخته شده و در سال ۱۲۹۶هجری قمری در دوره حکومت عضدالدوله، کاشی کاری شده‌است. دروازه قدیم تهران که در خیابان تهران قدیم قرار دارد، از بناهای دوره قاجاریه است که در سال ۱۳۴۷ شمسی مرمت و کاشی‌کاری شده‌است.

## دروازه درب کوشک
یکی از کهن‌ترین دروازه‌های شهر قزوین است که به سوی الموت، رودبار و کوشک‌ها و شکارگاه‌های شمال قزوین باز می شده‌است و دارای یک ورودی با قوس و کلیل و نیم دایره است. در هر طرف راهرو دو طاق نما ساخته شده که با نرمی به سوی بیرون پیش آمده و حالت آغوش گشوده را تداعی می‌کند.
این دروازه تنها یک نما به سوی خارج شهر دارد که از تزیینات کاشی کاری و رسمی بندی برخوردار است و بدنه رو به داخل آن، آجری ساده است. کاشی کاری موجود در بنا در زمان فرمانروایی عضدالملک قاجار انجام شده‌است.